# 1714 a tudományban
Az 1714. év a tudományban és a technikában.

## Technika
- Henry Mill a világon elsőként adott be írógép jellegű szabadalmat, ám ez eltűnt a századok során.

## Születések
- január 6. – Percivall Pott sebész († 1788)
- június 17. – César-François Cassini de Thury, csillagász († 1784)
- október 16. – Giovanni Arduino, geológus († 1795)